# La Jument verte (roman)
La Jument verte est un roman de Marcel Aymé publié en 1933. Claude Autant-Lara l'adaptera au cinéma en 1959.

## Résumé
L'action se déroule dans le village imaginaire de Claquebue, où naît un jour une jument verte.
Le roman est construit autour de la morale sexuelle et des comportements des habitants d'un village français du XIXe siècle, autour de la Guerre franco-allemande de 1870. L'intrigue repose sur la querelle héréditaire entre la famille Haudouin et la famille Maloret et sur une lettre égarée révélant des secrets concernant ce conflit.
L'ouvrage est divisé en 17 chapitres écrits à la troisième personne avec des interludes utilisant la première personne du singulier, intitulés Les propos de la jument, permettant d'observer les caractères des protagonistes selon plusieurs perspectives.

## Autour du roman

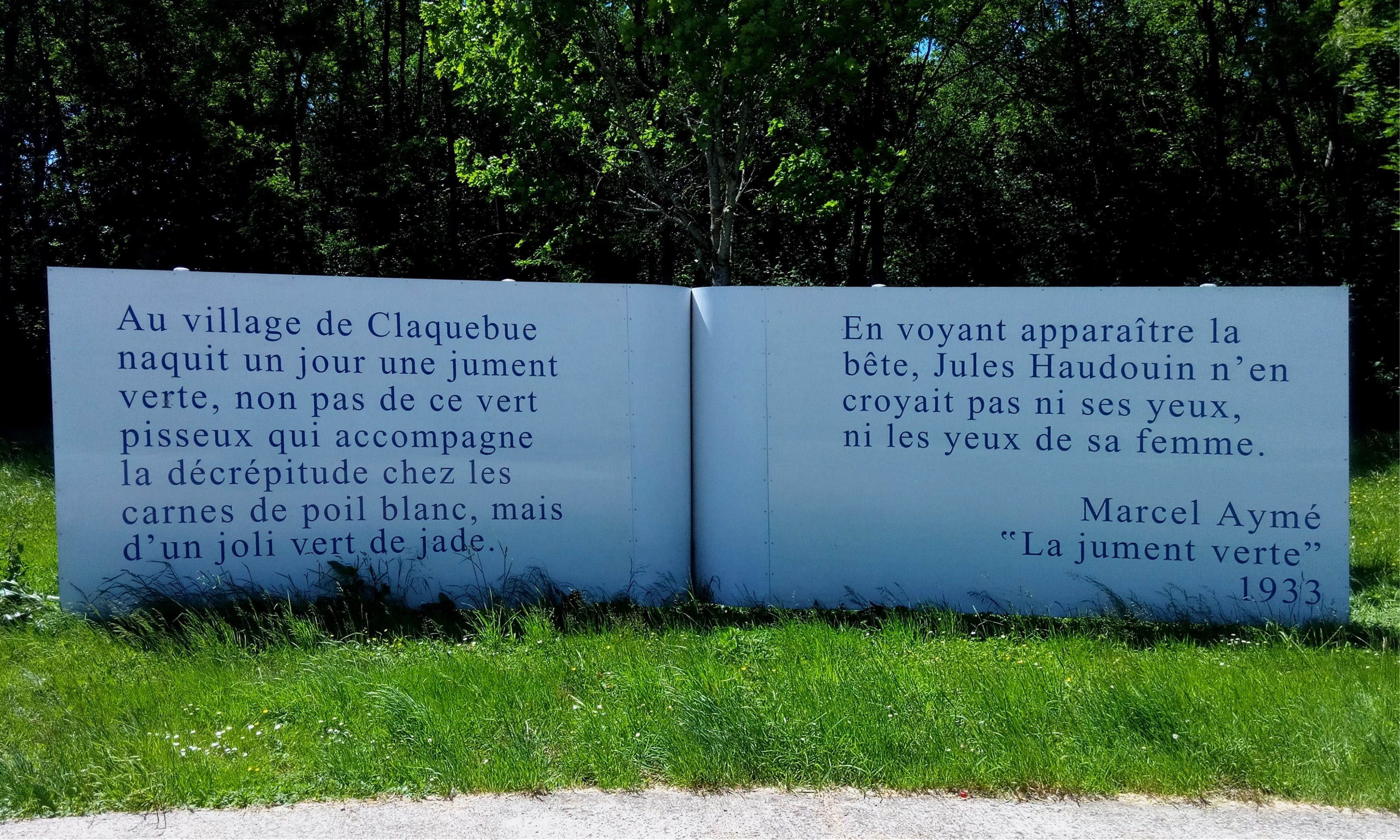
Aire de repos de la Jument Verte, sur l'A39.

Le village de Villers-Robert dans le Jura, où Marcel Aymé a passé son enfance, a en partie servi de modèle pour le village de Claquebue. Il a séjourné au village Montchauvet (Yvelines) pour écrire son roman.
Une aire de repos sur l'A39, située à Colonne dans le Jura, a été appelée l'« aire de la Jument verte ».
Marcel Aymé est un des rares écrivains à avoir parlé de l'hygiène intime des femmes. Il cite dans La Jument verte le cas du curé de Claquebue : « sachant que le bidet ou la Gyraldose ont des effets plus subversifs qu'un banquet anti-clérical, il en préservait ses ouailles. »

## Éditions
- Paris, Gallimard, 1933
- Paris, Gallimard, 1936 - illustration de Chas Laborde
- Paris, Ferenczi, 1947 - illustrations de G. Pacouil
- Paris, Gallimard, coll. « Pourpre », 1951
- Paris, LGF, coll. « Le Livre de poche » no 108, 1955 - couverture illustrée du peintre Claude Schürr
- Paris, La Belle édition, 1967 - Illustrations gravées par André Collot
- Paris, Les Presses d'aujourd'hui, coll. « Prestige de la littérature », 1970 - illustrations de Louis Touchagues
- Paria, Gallimard, coll. « Folio » no 67, 1972
- In Œuvres romanesques, Tome 2, Paris, Flammarion, 1977 - illustrations de Roland Topor
- In Œuvres romanesques complètes, Tome I, Paris, Gallimard, coll. « Bibliothèque de la Pléiade » no 352, 1990  (ISBN 2-07-011157-1)

## Adaptation
- 1959 : La Jument verte, film français réalisé par Claude Autant-Lara, avec Bourvil, Francis Blanche et Sandra Milo